# Onthophagus proximus
Onthophagus proximus là một loài bọ cánh cứng trong họ Bọ hung (Scarabaeidae).